# Südpol-Aitken-Becken

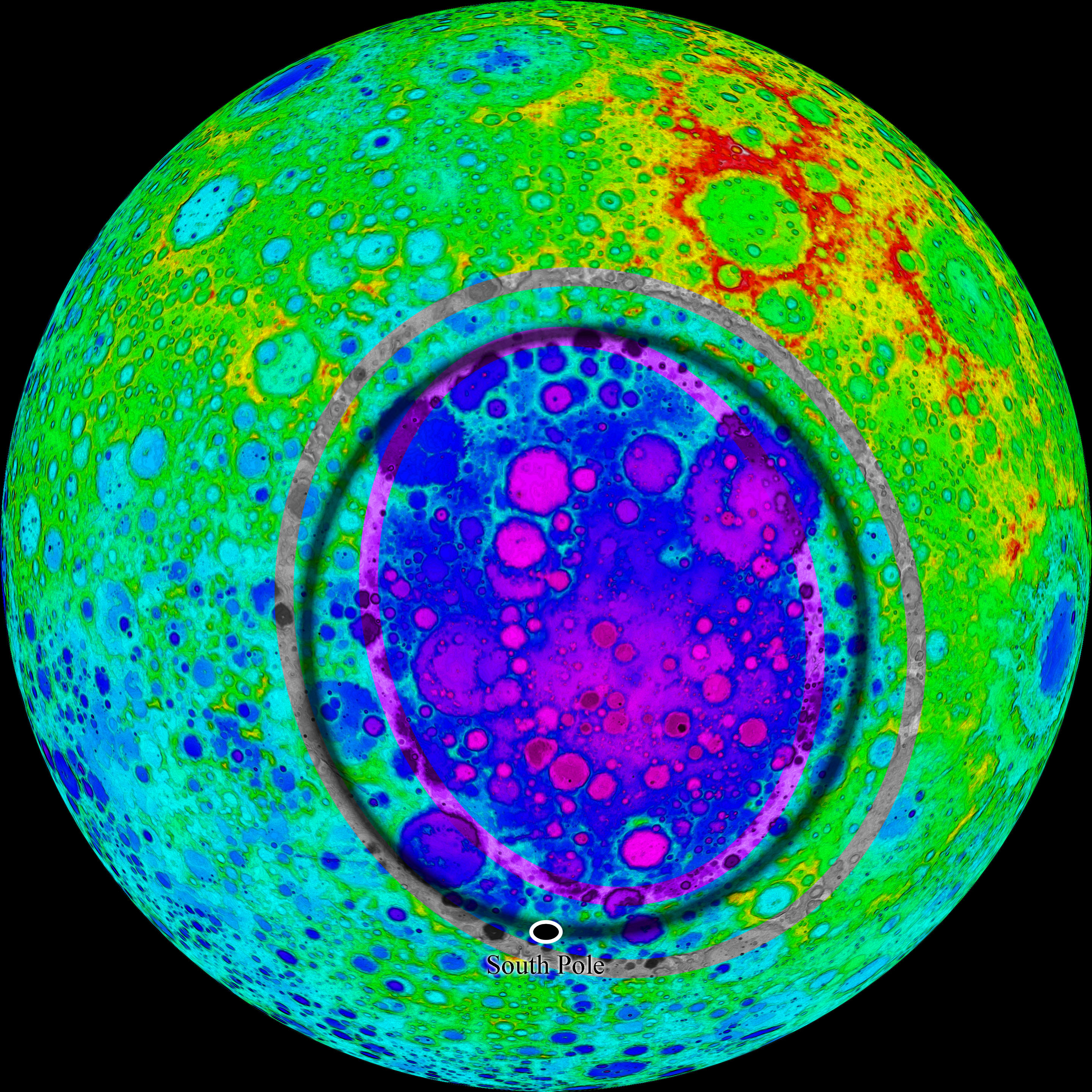
Das Südpol-Aitken-Becken. Der schwarze Kreis kennzeichnet die ursprüngliche Annahme seiner Ausdehnung, das violette Oval den inneren Ring und das graue Oval den äußeren Ring.

Das Südpol-Aitken-Becken ist der größte und mit 4,3 Milliarden Jahren älteste Einschlagkrater auf dem Erdmond.

## Morphologie
Das Becken reicht vom Südpol des Mondes bis zum Krater Aitken auf der Mondrückseite. Nach den ersten genauen Aufnahmen durch die amerikanische Raumsonde Clementine im Jahr 1994 ging man zunächst davon aus, dass es sich beim Südpol-Aitken-Becken um eine kreisförmige Struktur mit einem – nach unterschiedlichen Ansichten – Durchmesser von 2240 km und einer Tiefe von 13 km oder 2500 km und 12 km Tiefe handelt. Ian Garrick-Bethell,
damals am Institut für Geowissenschaften und Planetologie des Massachusetts Institute of Technology, kam jedoch 2004 nach näherer Auswertung der Daten über Topografie sowie Eisen- und Thorium-Vorkommen zu der Ansicht, dass sich die Form des Beckens am besten als eine in Richtung Nordnordwest ausgerichtete Ellipse beschreiben lässt, zentriert bei 191° östlicher Länge und 53° südlicher Breite. Garrick-Bethell und andere Autoren gehen mittlerweile davon aus, dass ein sehr großer Einschlagkörper dort, aus Richtung Südsüdost kommend, unter einem Winkel von 19° zur Nord-Süd-Richtung und etwa 30° zur Horizontalen die Mondkruste durchschlagen und Mantelgestein freigelegt hat. Das Mantelgestein wurde 2019 vom Rover der chinesischen Mondsonde Chang’e 4 (siehe unten) gefunden. 
Nach dem Einschlag, durch den das Becken entstanden war, wurde es durch weitere Einschläge von vielen anderen Kratern überprägt, was eine klare Definition der Struktur schwierig macht. Garrick-Bethell und seine Kollegin Maria T. Zuber schlugen 2009 eine Ellipse mit 2400 km in Nord-Süd-Richtung und 2050 km in Ost-West-Richtung für den inneren Rand des Beckens sowie eine um den Faktor {\displaystyle {\sqrt {2}}} größere Ellipse für den äußeren Rand vor. Das Gebiet zwischen den inneren und dem äußeren Ring wird als „Äußere Terrasse“ bezeichnet.

## Mineralogie
Die Geologie des Südpol-Aitken-Beckens wurde in den 4,3 Milliarden Jahren seit seiner Entstehung durch weitere Einschläge von Meteoriten immer wieder verändert. Dennoch sind die mafischen Minerale des ursprünglichen Magmas noch gut erhalten. Den  mit Abstand größten Anteil dieser mafischen Minerale bilden Pyroxene. Unter mineralogischen Aspekten kann man beim Südpol-Aitken-Becken vier konzentrische Zonen unterscheiden:
- Zwischen etwa 60° südlicher Breite und dem Südrand des Apollo-Kraters die Zentrale Südpol-Aitken-Anomalie (South Pole-Aitken Compositional Anomaly, kurz SPACA) mit eisenreichen Calcium-Pyroxenen.
- Diese umgebend ein sich vom Südpol bis zur Mitte des Apollo-Beckens erstreckender Ring, in dem Magnesium-Pyroxene dominieren.
- Der nächste Ring, dessen äußere Grenze der äußere Ring des Beckens etwas jenseits des Südpols bis hinauf zum Aitken-Krater bildet, besitzt eine heterogene Zusammensetzung mit pyroxenreichen Gebieten und anderen Gebieten, wo Minerale aus der Feldspatgruppe dominieren.
- Eine primär feldspatische Zone, die das Südpol-Aitken-Becken außen umgibt.[4]

## Erkundung
Am 3. Januar 2019 landete mit der Mondsonde Chang’e 4 von der Nationalen Raumfahrtbehörde Chinas und ihrem Rover Jadehase 2 erstmals ein Raumfahrzeug im Südpol-Aitken-Becken.
Erste Ergebnisse dieser Erkundungsmission wurden am 15. Mai 2019 in der britischen Fachzeitschrift Nature veröffentlicht, weitere Ergebnisse am 26. Februar 2020 in der amerikanischen Fachzeitschrift Science Advances.
Es gibt Hinweise auf Wassereisvorkommen in polnahen Kratern des Südpol-Aitken-Beckens. Tiefere Teile dieser Krater werden niemals von der Sonne beschienen, so dass sich dort Wassereis halten könnte.
Daher ist auch eine Erkundung der Krater in Polnähe geplant. So soll zum Beispiel eine chinesische Mondsonde – Chang’e 7 – Ende 2026 am südlichen Ende des inneren Beckenrings landen.
Daneben sind diverse weitere Missionen zur Untersuchungen möglicher Wasservorkommen in der Südpolregion geplant, deren genauer Landeort noch nicht bekanntgegeben wurde.